# Julio Verne (nave)
La Julio Verne, o Vehículo Automatizado de Transferencia 001 (ATV-001), es el primer vehículo de transferencia automatizado lanzado al espacio. Ha sido diseñada por la Agencia Espacial Europea. Se eligió este nombre en honor al escritor francés de ciencia ficción Julio Verne.
Este modelo de nave espacial fue lanzado por primera vez el 9 de marzo de 2008 en una misión de reabastecimiento de la Estación Espacial Internacional (EEI), con combustible, agua, oxígeno y carga seca. Esta primera misión fue sometida a tres semanas de prueba en el espacio previas al acoplamiento con la EEI, realizado el 3 de abril de 2008. El 25 de abril fue utilizada para reposicionar la EEI en su órbita, haciendo uso del combustible transportado por la nave. Después de permanecer algo más de cinco meses acoplada, se desprendió el 5 de septiembre. La misión finalizó el 29 de septiembre, cuando la nave se quemó en su reentrada en la atmósfera terrestre sobre el Océano Pacífico.

## Lanzamiento
La Julio Verne fue puesta en órbita baja terrestre mediante el vuelo inaugural del Ariane 5ES. Tras varios retrasos, partieron de la plataforma de lanzamiento ELA-3 del puerto espacial de Kourou, en la Guayana Francesa a las 04:03:04 UTC del 9 de marzo de 2008. La nave espacial se separó de la lanzadera 1 hora 6 minutos y 41 segundos después del despegue y se activaron los sistemas de navegación. Dos días después, el 11 de marzo, los cuatro motores principales de la ATV se encendieron por primera vez, marcando el comienzo de la secuencia de impulsos para la inserción orbital. Las pruebas realizadas en la estación de Overberg, Sudáfrica desempeñaron un importante papel en la transmisión de datos de telemetría de una estación móvil desplegada en Nueva Zelanda durante la fase de lanzamiento.

### Fallo de propulsión inicial
Después de la activación en la órbita del sistema de propulsión del ATV unas pocas horas después de su lanzamiento, la segunda de las cuatro unidades de propulsión electrónica Drive Electronics (PDE), que controla una cuarta parte de los propulsores del ATV, informó de una inesperada diferencia en la presión de la mezcla entre el combustible y el oxidante El encendido del motor fue retrasado mientras se investigaba el fallo. El reinicio del sistema de propulsión por el Centro de Control de ATV en Toulouse (Francia) resolvió el problema. La ESA informó que la misión podría haber salido adelante, aunque una cuarta parte de los propulsores de maniobra no hubieran estado disponibles y declaró que el ATV se mantuvo en la fecha prevista para el acoplamiento con la EEI el 3 de abril de 2008.

## En órbita y pruebas de acoplamiento

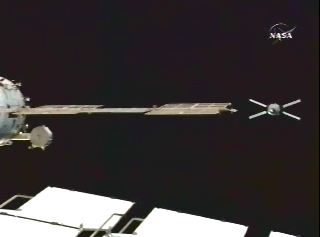
A la derecha el ATV realizando una simulación de abortar desde la EEI (a la izquierda) durante el día de demostración 2

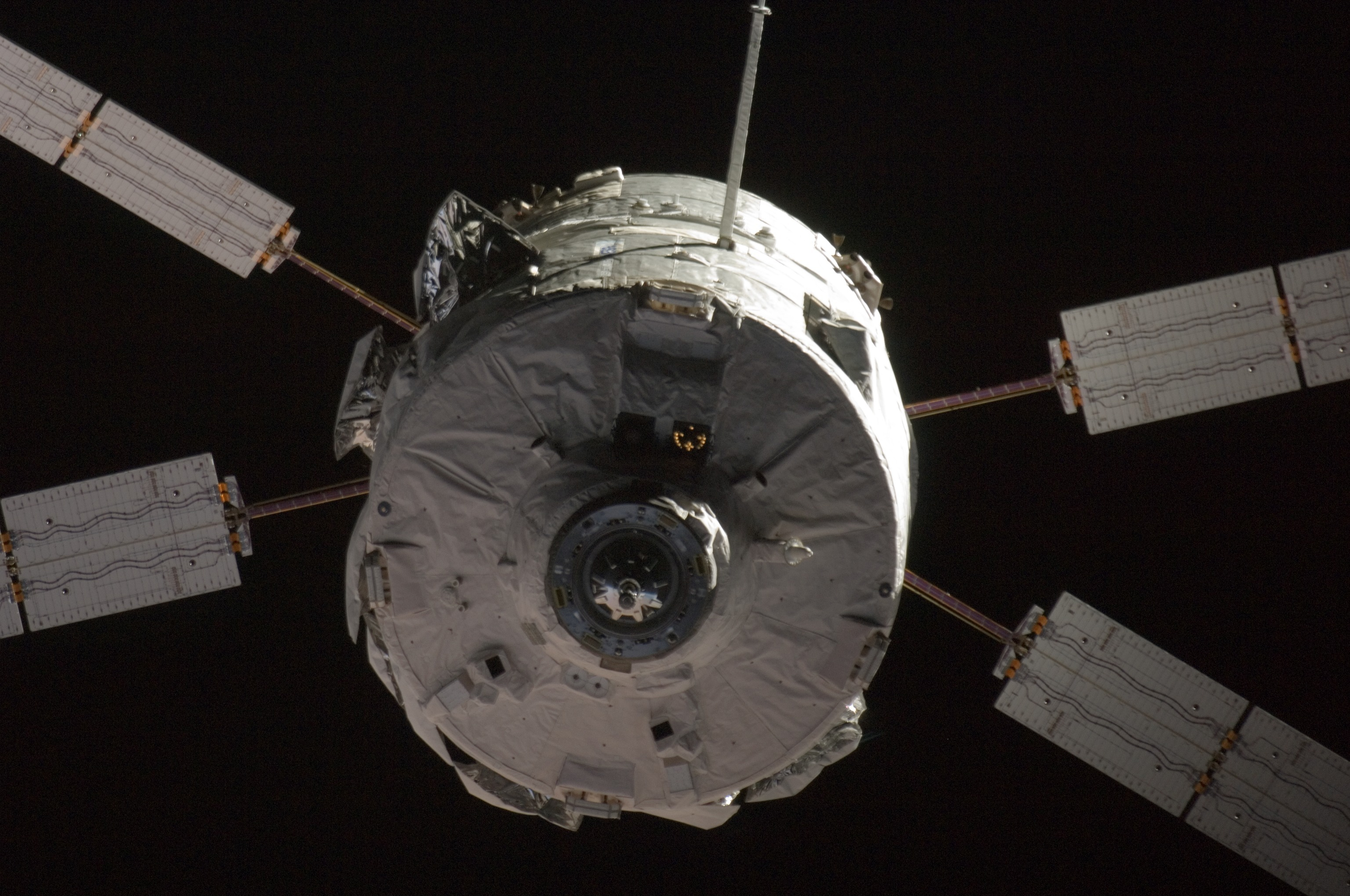
La Julio Verne se aproxima a la EEI el lunes 31 de marzo de 2008.

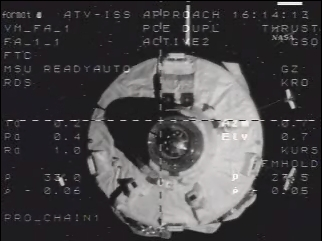
Enfoque de las Naciones Unidas de la EEI mientras la ATV se encontraba a sólo unos pocos metros de la Estación Espacial durante el día de demostración 2.

Al ser la primera vez que se utilizaba una ATV, se habían previsto varias pruebas para confirmar que el acoplamiento con la EEI sería seguro. Después de su lanzamiento pasó tres semanas en vuelo libre, realizándose con éxito una maniobra de prevención de colisiones (CAM) entre los días 13 y 14 de marzo. Esto aseguraba que podría maniobrarse si durante el acoplamiento fallaban otros sistemas.
Posteriormente se realizaron dos ensayos de demostración de acoplamiento llamados "días demo". Estas pruebas consistieron en una serie de maniobras de aproximación o rendezvous con la Estación Espacial Internacional, que culminaron con el acoplamiento real con el puerto de popa del módulo Zvezda el 3 de abril. La maniobra se realizó mediante un sistema totalmente automatizado usando GPS y el seguimiento de estrellas. Cuando Julio Verne se encontraba a 249 metros de la estación espacial, la finalización del acoplamiento se guio por un videómetro, el cual lanza pulsos láser hacia los reflectantes en forma de cubo del módulo de servicio Zvezda, y un telegoniómetro, que funciona como un radar. Aunque no fue necesario, la tripulación de la EEI podía haber abortado el acoplamiento en cualquier momento mientras la ATV se encontraba a más de un metro de la estación. Julio Verne se acopló con la EEI el 3 de abril de 2008 a las 14:45 UTC.

### 29 de marzo - Día demo 1
El 29 de marzo se llevó a cabo la primera cita con la Estación Espacial Internacional. La maniobra culminó con éxito en un encuentro con la estación espacial a una distancia de 3,5 kilómetros a pesar de una anomalía menor con los sistemas de control eléctrico de los motores de la nave.
Julio Verne comenzó su acercamiento a la EEI a las 14:19 GMT. A las 15:57, llegó a colocarse en el punto S2 y esperó allí durante 90 minutos para realizar las pruebas. Posteriormente la tripulación de la EEI realizó maniobras de alejamiento. A las 17:30, se ordenó al ATV realizar una maniobra de escape, propulsándose lejos de la estación.

### 31 de marzo - Día demo 2
El 31 de marzo se posicionó el Julio Verne a 12 metros de la Estación Espacial Internacional y su tripulación realizó una simulación de abortar. Todos los objetivos para este Día Demo se cumplieron satisfactoriamente.

### 3 de abril - Acoplamiento
El 3 de abril, la ATV se puso en contacto con el puerto de atraque de la popa módulo de servicio Zvezda a las 14:45:32 UTC, realizó una secuencia de eventos de acoplamiento mecánico que incluían la captura a las 14:55 UTC, concluyéndolo unos minutos más tarde. Una vez acoplada permaneció allí cuatro meses. Tras el desacoplé se dirigiría a la tierra para destruirse en su reentrada en la atmósfera, junto con los residuos de la EEI cargados en ella antes de partir.

## Uso durante el acoplamiento

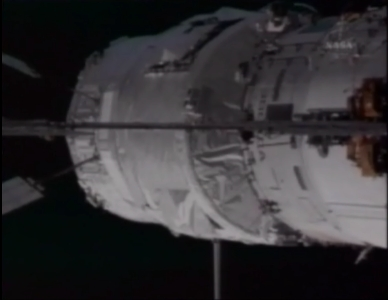
La ATV (a la izquierda) se acopló a la Estación Espacial Internacional (a la derecha).

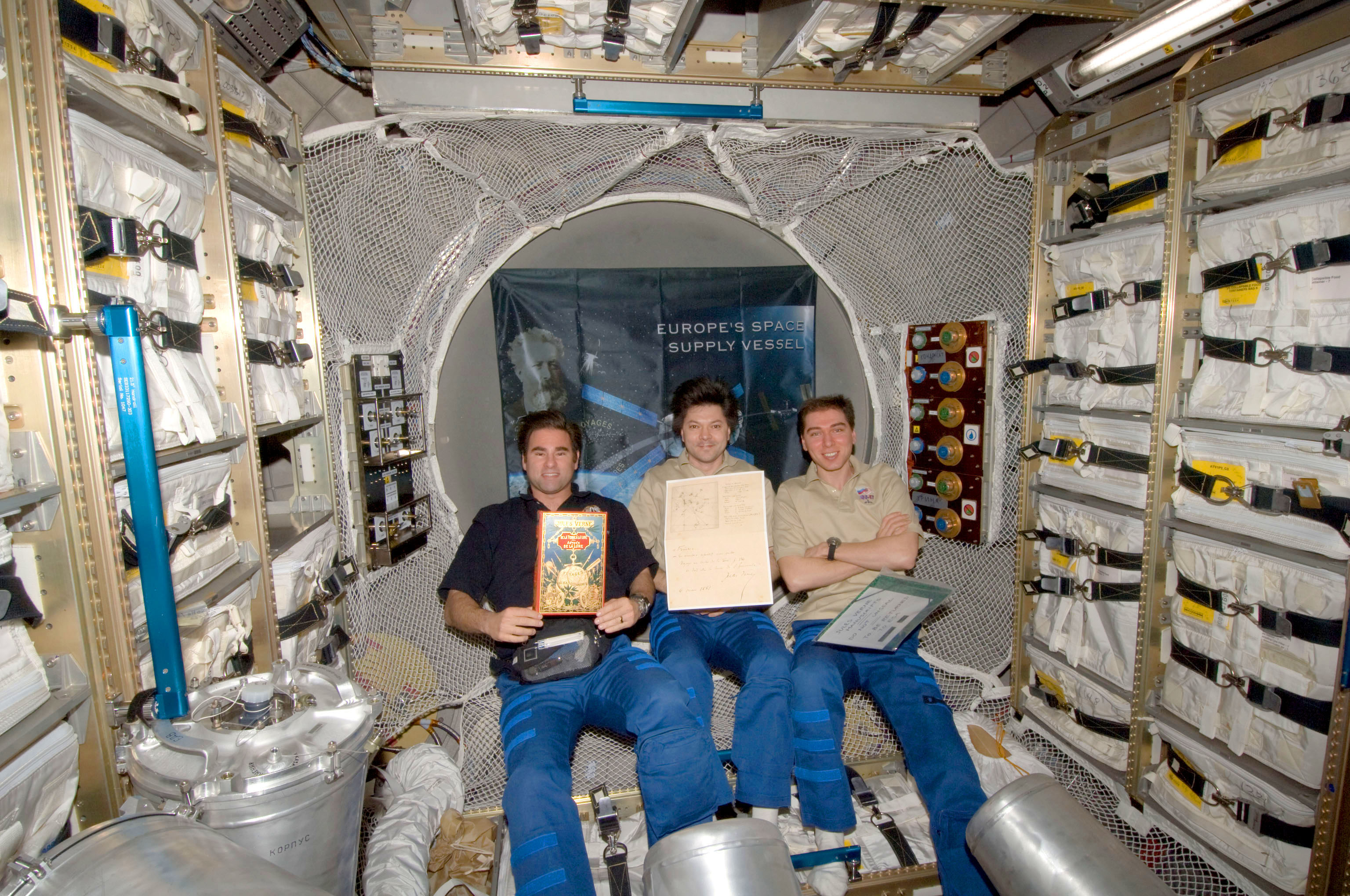
Manuscritos originales de Julio Verne mostrados por la tripulación de la EEI.

Después de producirse el acoplamiento y de realizar los controles necesarios, la tripulación pudo entrar en el módulo de carga. Como los tanques líquidos se encontraban conectados a la EEI, se trasvasó su contenido a la estación. Los suministros de aire fueron liberados directamente a la atmósfera de la EEI. La tripulación fue transportando los residuos que habían ido generando al interior de la nave para su destrucción. Desde el ATV a la EEI se trasladaron cerca de 1150 kg de carga. Entre ellos 270 kg de agua, 21 kg de oxígeno y 856 kg de combustible propulsor. Además, la nave fue usada en cuatro ocasiones para reposicionar la estación espacial.

### Maniobra para sortear basura espacial
Los propulsores de la Julio Verne se dispararon el 27 de agosto de 2008 a las 16:11 UTC durante unos 5 minutos, llevando a cabo una maniobra para sortear basura espacial. Como resultado del empuje de los propulsores se ralentizó el avance de la estación aproximadamente 1 m/s durante este periodo, reduciéndose la altura de la estación cerca de 1,77 km. Esta maniobra eliminó cualquier posibilidad de colisionar con una pieza del satélite Cosmos 2421.

### Manuscritos
Entre la carga de la nave se encontraban dos novelas de Julio Verne, De la Tierra a la Luna y Alrededor de la Luna (edición ilustrada en lengua francesa de Hetzel del siglo XIX), así como dos manuscritos originales de éste, para los tripulantes.

### Usos imprevistos
Al encontrarse aislada del resto de la estación, la nave acoplada era uno de los lugares más tranquilos de la EEI. Los astronautas la utilizaron como dormitorio y como lugar donde realizar actividades de higiene. La surcoreana Yi So-yeon la utilizó como laboratorio para llevar a cabo experimentos de nanotecnología.

### La tripulación a bordo de la EEI
Cuando la nave Julio Verne llegó a la EEI, los tripulantes de ésta eran miembros de la expedición 16:
- Peggy Whitson Comandante - NASA
- Yuri Malenchenko ingeniero de vuelo 1 - Roscosmos (RKA)
- Garrett Reisman ingeniero de vuelo 2 - NASA

Ellos fueron remplazados en abril por la expedición 17:
- Sergey Volkov Comandante - RKA
- Oleg Kononenko ingeniero de vuelo - RKA
- Gregory Chamitoff ingeniero de vuelo - NASA

Durante el tiempo que estuvo acoplada la EEI fue visita por la coreana Yi So-yeon, que viajaba a bordo de la Soyuz TMA-12 y por los tripulantes de la STS-124. Ningún astronauta de la Agencia Espacial Europea estuvo a bordo de la EEI durante el tiempo que la Julio Verne permaneció acoplada.

## Desacople y salida de órbita
El 5 de septiembre de 2008 la Julio Verne fue desacoplada, maniobrando para posicionarse 5 km por debajo de la EEI. Permaneció en esa órbita hasta que el 29 de septiembre a las 13:31 GMT penetró en la parte superior de la atmósfera, a una altitud de 120 km, rompiéndose a 75 km de altitud y cayendo sus restos sobre el pacífico 12 minutos después.